# Escondido (rzeka w Nikaragui)
Escondido – rzeka w południowo-wschodniej części Nikaragui. Jej długość wynosi 89 km, uchodzi do Morza Karaibskiego w pobliżu Bluefields. Stanowi główną arterię transportową pomiędzy wybrzeżem Atlantyku i Pacyfiku.
Nad rzeką leży miasto El Rama, w którym znajduje się port.